# Константинос Манос
Константинос Манос, известен като Михаилидис (на гръцки: Κωνσταντίνος Μάνος, Μιχαηλίδης), е революционер, деец на Гръцката въоръжена пропаганда в Македония от началото на XX век.

## Биография
Роден е в Ханя, Крит. Брат е на Петрос Манос. В 1891 година получва докторат по право от Хайделберг. Слуша курсове по философия и литература в Оксфорд и е преподавател по гръцки език от императрица Елизабет Австрийска.
Манос е ключов фактор за провеждането на Олимпийските игри в Атина в 1896 г. Участва в Критското въстание от 1896 г. и е член на Свещения отряд. След установяването на Критската държава в 1901 – 1902 е избран за демарх.
Участва в Гръцката пропаганда в Македония в Костур с псевдонима Михаилидис. Наследява Димитриос Калапотакис като шеф на гръцкия Македонски комитет. Арестуван е от турците, но освободен скоро.
Завръща се на Крит през 1905 г. и с Константинос Фумис и Елевтериос Венизелос участва в триумвирата, оглавил Терисовското въстание срещу принц Георгиос.